# Acraea lycia
Acraea lycia är en fjärilsart som beskrevs av Fabricius 1775. Acraea lycia ingår i släktet Acraea och familjen praktfjärilar. Inga underarter finns listade i Catalogue of Life.